# サースディ・オクトバー・クリスチャン

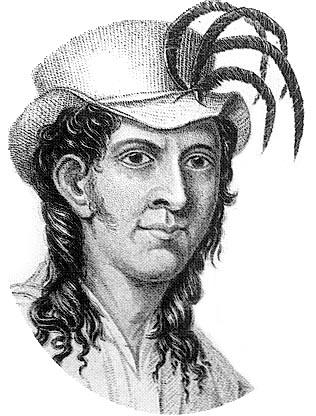
サースディ・オクトバー・クリスチャン

サースディ・オクトバー・クリスチャン（Thursday October Christian、1790年10月29日 – 1831年4月21日）はバウンティ号の反乱者のリーダーである、フレッチャー・クリスチャンの息子。彼にはサースディ・オクトバー・クリスチャン2世（2004年からピトケアン島の島司を務めたスティーブ・クリスチャンは2世の子孫）、ジョセフ・ジョン、チャールズ、マリア、ポリー、ペギーの6人の子供がいた。

## 人物
1790年にピトケアン島でバウンティ号の反乱者のリーダー、フレッチャー・クリスチャンとクリスチャンのポリネシア人妻Maimiti（イザベラ）との間に長男として生まれた。反乱者のピトケアン島移住の際、最初に生まれた子供だった。チャールズ・クリスチャンとメアリー・アン・クリスチャンの2人の弟と妹がいる。名前の由来は彼が生まれた日が10月の木曜日だったため、父フレッチャー・クリスチャンは息子にサースディ・オクトバーと珍しい名前を付けた。
バウンティ号の反乱者達がピトケアン島に住み着いてから1793年にバウンティ号の反乱者のイギリス人水夫とポリネシア人男性との間で、殺し合いの反乱が起き、彼が3歳のときに父はそれに巻き込まれ死んでしまう。その後、バウンティ号の反乱者はネッド・ヤング、ジョン・アダムス、ウィリアム・マッコイ、マシュー・クィンタルの4人だけとなる。乱暴者のマッコイが酒に酔い崖から落ちて死に、クィンタルがクリスチャンの妻を自分の妻に出来なければ、クリスチャンの子供達を皆殺しにすると脅迫。幼い彼と2人の兄弟や他の子供達はヤングの小屋で大切に守られていた。クィンタル死後、ヤングとアダムズにより読み書きなど教わり育てられる。ヤングは喘息で亡くなるがアダムズにより育てられた。
1808年2月アメリカのアザラシ漁の捕獲船トパーズ号が海図にまだない、ピトケアン島に偶然たどり着いた。18歳に成長したオクトバー・クリスチャンはカヌーでトパーズ号に近づき、メイヒュー・フォルジャー船長を歓迎して出迎えた。フォルジャー船長は流暢な英語で歓迎して話す、ポリネシア風の顔をした、この若者に非常に驚いたと報告している。彼はフォルジャー船長に自分がバウンティ号の准士官フレッチャー・クリスチャンの息子である事などを明かした。フォルジャー船長は島にも上陸し、彼の案内でジョン・アダムズやアダムズの下で島で暮らす子供達やポリネシア人女性達とも出会った。ここで、初めて反乱者達がピトケアン島に住み着いた事を知る事となる。
さらに1814年には2隻のイギリスのフリゲート艦ブリテンとターガスがピトケアン島にたどり着き、島民を再発見した。オクトバー・クリスチャンはネッド・ヤングの息子ジョージ・ヤングと共に、カヌーで、フィリップ・ピポン船長らを出迎えた。数時間ピトケアン島に滞在するが、ピポン船長によると、彼は25歳位で、黒髪に浅黒い肌をし、約6フィートの高背の高い細身の体型をした若者で、服を着ず腰に布を巻いただけの格好で羽が付いた麦わら帽子を被り、流暢に英語を話し、面白い表情をしていたと言う。またジョン・アダムズが築いた島の社会に対して良い印象を与えたと言う。また彼の名は1790年10月29日に生まれたので、サースディ・オクトバーと名付けられたのだが、実際に正しい日付では、彼が生まれた日は木曜日ではなく、金曜日であったので、フリゲート艦ブリテンのJ・シリビアが彼に、インタビューして、スケッチで彼の肖像画を画いた時、フライデー・オクトバー・クリスチャンと示し、ピポン船長もそう示していた。彼が亡くなるまでそう名前を改名させられていた。
1831年にピトケアン島民がタヒチ島に移住した際、彼もタヒチ島に移住した。そこで19歳のタヒチ人妻Terauraと結婚し、6人の子供をもうける。しかし、他の者と同じ様にピトケアン島に戻りたがっていたが、伝染病の病気により免疫力がない彼は4月21日にタヒチ島にて40歳で亡くなった。現在でもピトケアン島やノーフォーク島に子孫がいる。彼が暮らしていた小屋の家は現在でもピトケアン島で最も古い建物として残っているが、2004年にシロアリによる被害で崩壊状態にある。